# Andorra en los Juegos Olímpicos de la Juventud 2018
Andorra compitió en los Juegos Olímpicos de la Juventud 2018 en Buenos Aires, Argentina, celebrados entre el 6 y el 18 de octubre de 2018. Su delegación estuvo compuesta por ocho atletas y no pudo ganar medallas en las justas deportivas.

## Medallero
| Medalla       | Oro | Plata | Bronce | Total |
| ------------- | --- | ----- | ------ | ----- |
| Total oficial | 0   | 0     | 0      | 0     |

## Disciplinas

### Baloncesto
Andorra clasificó dos selecciones, femenina y masculina, para competir en el torneo de esta disciplina.
- Torneo masculino - 1 equipo conformado por 4 atletas
- Torneo femenino - 1 equipo conformado por 4 atletas